# Трасса Top Gear
Трасса Top Gear используется BBC в одноимённой телевизионной передаче об автомобилях. Она расположена на аэродроме Дансфолд в Суррее, Великобритания, и была частично разработана компанией «Lotus Cars». На трассе проводятся испытания водителей и автомобилей в трёх рубриках передачи: «Лучший круг», «Звезда в бюджетном автомобиле» и «Необычные обзоры».

## Расположение
Трасса расположена на авиабазе, построенной во время Второй мировой войны. Позже она использовалась «British Aerospace» как производственный и испытательный полигон. Главный маршрут трассы размечен нарисованными линиями и покрышками, многие элементы разработаны компанией «Lotus». Трасса разрабатывалась с учётом того, чтобы автомобиль проходил различные испытания, от управляемости на поворотах до проверки баланса подвески, тормозов и шин. Длина трассы составляет приблизительно 2,82 км (1¾ мили). Трасса используется для сравнения автомобилей, поскольку, как отметил Ричард Хаммонд, разгон от нуля до сотни и предельная скорость при их оценке не значат ровным счётом ничего.
Старт начинается недалеко от дорожки ангара студии. Первый быстрый поворот называется «Кривая шансонье» (англ. Crooner Curves).
«Изгиб Уиллсона» (англ. Willson Bend) является первым широким поворотом на трассе и первым перекрёстком, обычно его видят, когда Стиг проносится на автомобиле на максимальной скорости.
«Чикаго» (англ. Chicago), длинный правый поворот вокруг стены с покрышками, который переходит на главный подъездной путь, был разработан инженерами «Lotus» для проверки избыточной или недостаточной поворачиваемости шасси.
Шикана «Молоток» (англ. Hammerhead) также акцентирует внимание на недостаточной либо избыточной поворачиваемости.
Затем трасса уходит вправо, в поворот «Доводка» (англ. Follow Through), и влево, в поворот «Бентли» (англ. Bentley Bend), названный в честь Джона Бентли.
Далее идёт резкий «Изгиб Бакарака» (англ. Bacharach Bend). 

Заключительный поворот перед финишем — это «Гамбон» (англ. Gambon), названный в честь сэра Майкла Гэмбона.
В 8-й серии 1-го сезона сэр Майкл почти разбил Suzuki Liana на этом перекрёстке. Он сделал это в таком захватывающем стиле (на двух колёсах), что Джереми Кларксон назвал перекрёсток в его честь. Ранее это место называли «Перекрёсток Плотников» (англ. Carpenters Corner).

## Использование
Трасса обычно используется для заездов в рубриках «Звезда в бюджетном автомобиле» и «Лучший круг», а также для бесчисленных сюжетов программы, особенно в испытании автомобилей. На трассе проходят гонки рубрики «Необычные обзоры», когда купленные дешёвые машины соревнуются друг с другом или со Стигом.
Иногда трассу используют и как элемент автострады, на ней проверяют мастерство вождения любыми колёсными транспортными средствами, от мотоциклов до тяжёлых грузовиков. Иногда на трассе появляются гонщики Формулы-1 на болидах, но, в основном, на машине из раздела «Звезда в бюджетном автомобиле».

## Лучший круг
На трассе Стиг испытывает машины. Главный критерий оценки, время круга, — это лучшее из нескольких попыток время, за которое автомобиль под управлением Стига проходит трассу Top Gear.
Для квалификации в рубрике «Лучший круг Top Gear» автомобиль должен находиться в свободной продаже, быть пригоден для езды по дорогам общего пользования, а также быть в состоянии преодолеть «лежачего полицейского».
Результаты лучшего круга помещаются на стенде в студии «Top Gear».
Иногда на трассе идёт дождь или снег, поэтому ко времени круга приписывают погодные условия.
Рекорды трассы
1. 1:12.8 — Ultima GTR
2. 1:13.7 — McLaren 650S
3. 1:13.8 — Pagani Huayra
4. 1:14.3 — BAC Mono
5. 1:15.1 — Ariel Atom V8
6. 1:15.8 — Lamborghini Huracan LP 610-4
7. 1:16.2 — McLaren MP4-12C
8. 1:16.5 — Lamborghini Aventador
9. 1:16,8 — Bugatti Veyron Super Sport
10. 1:17,1 — Gumpert Apollo
11. 1:17,3 — Ascari A10
12. 1:17,5 — Mercedes-AMG GT
13. 1:17,6 — Koenigsegg CCX (со спойлером «Top Gear»)
14. 1:17,7 — Noble M600 (холодно)
15. 1:17,8 — Nissan GT-R (2012)
16. 1:17,8 — Pagani Zonda Roadster F Clubsport
17. 1:17,9 — Caterham 7 Superlight R500 (холодные шины)[5]
18. 1:18,3 — Bugatti Veyron 16.4
19. 1:18,4 — Pagani Zonda F
20. 1:18,9 — Maserati MC12
21. 1:19,0 — Mercedes SLS Black Series
22. 1:19,0 — Lamborghini Murciélago LP670-4 SuperVeloce
23. 1:19,0 — Enzo Ferrari
24. 1:19,1 — Ferrari 458 Italia
25. 1:19,5 — Lamborghini Gallardo LP560-4
26. 1:19,5 — Porsche 997 GT2
27. 1:19,5 — Ariel Atom 2 300[6]
28. 1:19,6 — Mercedes-Benz SLS AMG Roadster
29. 1:19,7 — Nissan GT-R
30. 1:19,7 — Ferrari 430 Scuderia
31. 1:19,8 — Chevrolet Corvette C7 Stingray
32. 1:19.8 — Ferrari 599 GTO
33. 1:19,8 — Lamborghini Murciélago LP640
34. 1:19,8 — Porsche Carrera GT
35. 1:20,4 — Chevrolet Corvette C6 ZR1 (влажно)
36. 1:20,4 — Koenigsegg CCX (без спойлера «Top Gear»)[7][8]
37. 1:20,7 — Ascari KZ1 (влажно)
38. 1:20,9 — Mercedes-Benz SLR McLaren
39. 1:21,0 — Porsche 911 GT3 RS
40. 1:21,2 — Ferrari 599 GTB Fiorano
41. 1:21,6 — Porsche Cayman GTS
42. 1:21,6 — Audi R8 V10 (влажно)
43. 1:21,6 — Mercedes-Benz SLS AMG
44. 1:21,7 — Mercedes SLS Electric
45. 1:21,9 — Ford GT
46. 1:22,2 — Porsche 911 Turbo Convertible
47. 1:22,3 — Caterham 620R (мокро)
48. 1:22,3 — Audi R8 V10 Spyder
49. 1:22,3 — Ferrari 360 Challenge Stradale
50. 1:22,4 — Chevrolet Corvette C6 Z06
51. 1:22,5 — Noble M15
52. 1:22,8 — Lexus LFA (дождь)[9]
53. 1:22,9 — Ferrari F430 F1[10]
54. 1:23,0 — Mercedes-Benz SL65 «AMG» Black Series
55. 1:23,1 — KTM X-Bow (не показан по ТВ)[11]
56. 1:23,1 — Porsche 911 GT3
57. 1:23,2 — Ferrari F430 Spider F1[12]
58. 1:23,3 — Jaguar XKR-S
59. 1:23,7 — Lamborghini Murciélago (повторно)
60. 1:23,8 — Pagani Zonda C12 S 7.3 (влажно)
61. 1:23,9 — Aston Martin DBS V12
62. 1:23,9 — Koenigsegg CC8S
63. 1:24,0 — Ariel Atom 1 220[13]
64. 1:24,2 — Veritas RS III
65. 1:24,3 — Prodrive P2 (концепт)
66. 1:24,4 — Audi R8 (сыро)
67. 1:24,4 — Aston Martin Virage
68. 1:24,6 — TVR Sagaris
69. 1:24,8 — Mitsubishi Lancer Evolution VIII MR FQ-400
70. 1:24,8 — TVR Tuscan Mk.II
71. 1:24,9 — Bentley Continental GT Supersports
72. 1:24,9 — Mercedes-Benz E63 AMG
73. 1:24,9 — Porsche Boxster
74. 1:25,0 — BMW 1-series M (слегка влажно/сыро (d))
75. 1:25,0 — Noble M12 GTO-3R
76. 1:25,0 — Caterham 7 Superlight R400[13]
77. 1:25,1 — BMW M135i
78. 1:25,1 — Lotus Exige S
79. 1:25,3 — BMW M3 (E90)
80. 1:25,7 — Lotus Evora
81. 1:25,7 — Audi RS4[14]
82. 1:25,7 — Lamborghini Gallardo Spyder
83. 1:25,8 — Lamborghini Gallardo (дождь)
84. 1:25,9 — Morgan Aero 8 GTN[15]
85. 1:26,0 — Mercedes-Benz CLK 63 AMG Black series
86. 1:26,0 — BMW Z4 M roadster (E85)
87. 1:26,0 — Noble M400 (была показана на DVD «Top Gear»)
88. 1:26,0 — Mitsubishi Lancer Evolution VIII MR FQ320[16]
89. 1:26,2 — BMW M5[17] (E60)
90. 1:26,2 — Porsche 911 Carrera S (997) (дождь)
91. 1:26,2 — Brabus S Biturbo Roadster
92. 1:26,3 — Vauxhall VXR8 Bathurst S
93. 1:26,4 — Lotus Exige (слегка влажно)
94. 1:26,5 — BMW M3 competition pack (влажно)
95. 1:26,7 — Porsche Cayman S[18]
96. 1:26,7 — Jaguar XFR
97. 1:26,8 — Chevrolet Corvette C6 LS2
98. 1:26,8 — Aston Martin V12 Vantage (не показан по ТВ)[11]
99. 1:26,8 — Ferrari 575M Maranello GTC[19]
100. 1:26,9 — Lexus IS-F
101. 1:26,9 — Mercedes-Benz CLS55 AMG
102. 1:27,0 — BMW M5 E39
103. 1:27,1 — Aston MartinVanquish S
104. 1:27,1 — Aston Martin DB9
105. 1:27,1 — HSV Maloo
106. 1:27,2 — Porsche 911 GT3 RS (996) (слегка влажно)
107. 1:27,2 — Tesla Roadster (слегка влажно)
108. 1:27,3 — Spyker C8 Spyder[20]
109. 1:27,4 — Aston Martin DBS (дождь)
110. 1:27,5 — Audi RS5 (влажно)
111. 1:27,5 — Nissan 370Z GT
112. 1:27,5 — TVR T350C
113. 1:27,5 — Subaru Impreza WRX STI CS400 (влажно)
114. 1:27,7 — Renault Megane RenaultSport Cup 265
115. 1:27,9 — Chevrolet Camaro
116. 1:27,9 — Wiesmann MF 3[21]
117. 1:28,0 — Roush Mustang
118. 1:28,0 — BMW M3 CSL (E46) (дождь)[22]
119. 1:28,1 — Renault Mégane R26.R.
120. 1:28,2 — BMW Z4 sDrive35i (E89)
121. 1:28,2 — BMW X5 M (E70) (дождь)
122. 1.28,2 — Mitsubishi Lancer Evolution X FQ-300
123. 1:28,2 — Marcos TSO GT2[23]
124. 1:28,2 — Lotus Elise Sport 190[13]
125. 1.28,2 — Subaru Impreza WRX STI
126. 1:28,3 — Vauxhall Astra VXR
127. 1:28,5 — Dodge Viper SRT-10 (ливень)
128. 1:28,6 — Volkswagen Golf GTi Mk7
129. 1:28,6 — MG XPower SV
130. 1:28,7 — Porsche Boxster S
131. 1:28,7 — Audi TT MTM Bimoto (холодные шины)[24]
132. 1:28,9 — Mitsubishi Lancer Evolution VIII MR FQ-300
133. 1:28,9 — Porsche 911 Carrera S (997) (ливень)
134. 1:29,0 — Mercedes-Benz CL65 AMG
135. 1:29,0 — Lamborghini Murciélago (частично влажно)[25]
136. 1:29,0 — Alpina Z8 Roadster
137. 1:29,2 — BMW M5 F10 2012 (дождь)
138. 1:29,3 — Ford Focus RS Mk II
139. 1:29,4 — Subaru Impreza WRX STI WR1[16]
140. 1:29,6 — Ford Focus ST
141. 1:29,6 — Volkswagen Golf GTI W12-650 Concept
142. 1:29,9 — Zenvo ST1
143. 1:30,0 — Autodelta Alfa Romeo 147 GTA 3.7
144. 1:30,0 — Ford Shelby GT500
145. 1:30,1 — Subaru Impreza WRX STi
146. 1:30,1 — VauxhallMonaro VXR
147. 1:30,4 — Aston Martin DB7 GT (с полным баком горючего)
148. 1:30,4 — Volkswagen Golf R32 mk.V
149. 1:30,8 — Ford Focus RS 500 (дождь)
150. 1:30,9 — Audi S4 quattro 4.2
151. 1:31,0 — Porsche 911 Turbo (996) (ливень)
152. 1:31,2 — BMW 760Li (дождь)
153. 1:31,3 — Vauxhall VX220
154. 1:31,3 — Vauxhall VXR8 (дождь)
155. 1:31,4 — Audi TT Mk.II 2.0T
156. 1:31,6 — Honda NSX-R[26] (ливень)
157. 1:31,8 — BMW M3 E46
158. 1:31,8 — BMW 535d
159. 1:31,8 — Nissan 350Z
160. 1:31,8 — Mazda RX-8
161. 1:31,9 — BMW 130i (E87)
162. 1:32,0 — Renault Clio 200
163. 1:32,1 — Mercedes-Benz S63 AMG (дождь)
164. 1:32.2 — Ford Focus RS Mk I
165. 1:32,2 — Mazda 6 MPS
166. 1:32,5 — Renaultsport Mégane 225 Cup[17]
167. 1:32,5 — Lotus Esprit V8 (холодные шины)
168. 1:32,7 — Ford Fiesta ST
169. 1:32,7 — Audi TT 3.2 quattro
170. 1:32,8 — Jaguar E-Type (модернизированный)[27]
171. 1:32,8 — Honda Civic Type-R (EP3-2004 Facelifted)[28]
172. 1:32,9 — SEAT León Cupra R[28]
173. 1:32,9 — Mercedes-Benz SLK350[29]
174. 1:33,0 — Audi RS6 (дождь)[30]
175. 1:33,0 — Vauxhall Astra VXR[17]
176. 1:33,0 — Mercedes-Benz SL55 AMG (ливень) (Джереми Кларксон)
177. 1:33,0 — Noble M12 GTO (дождь)
178. 1:33,2 — Peugeot 208 GTI
179. 1:33,3 — Volkswagen Golf Mk.IV R32
180. 1:33,3 — Audi Q7 V12 (дождь)
181. 1:33,4 — Cadillac CTS-V (ливень)
182. 1:33,5 — Honda Civic Type-R (FN2-2007)
183. 1:33,5 — SEAT Leon Cupra Mk2
184. 1:33,7 — MG ZT 260[31]
185. 1:33,7 — Volkswagen Golf Mk.V GTI[28]
186. 1:33,7 — 2002 Honda NSX (ливень)[32]
187. 1:33,8 — Ford Focus RS Mk I
188. 1:33,8 — Clio Renault Sport 182[33]
189. 1:33,9 — Holden Monaro (дождь)
190. 1:34,0 — Renault Mégane 225[28]
191. 1:34,0 — Renault Clio 200 Cup (не показан по ТВ)[11]
192. 1:34,2 — MINI Cooper S Works[28]
193. 1:34,2 — Ford Mondeo ST220
194. 1:34,7 — Jaguar XKR (талый снег)
195. 1:34,9 — Ford Focus ST (дождь)
196. 1:35,0 — Volvo S60 R
197. 1:35,2 — Ferrari 575M Maranello (ливень)
198. 1:35,3 — Vauxhall Vectra VXR
199. 1:35,4 — Renault Avantime (тюнинг от Top Gear)
200. 1:35,5 — Fiat 500 Abarth Essesse SS
201. 1:35,5 — Mercedes-Benz E55 AMG (ливень)
202. 1:35,6 — Alfa Romeo 147 GTA
203. 1:35,6 — Lotus Elise (дождь)
204. 1:35,8 — Citroën C4 VTS[28]
205. 1:36,2 — Aston Martin Vanquish (ливень)[34]
206. 1:36,2 — Renaultsport Clio V6 (ливень)
207. 1:36,9 — Alfa Romeo Brera 2.2
208. 1:37,0 — Mercedes-Benz SL500 (Ronnie O’Sullivan’s) (дождь)
209. 1:37,0 — Porsche Boxster (ливень)[35]
210. 1:37,3 — BMW Z4 3.0i (ливень)[35] (E85)
211. 1:37,4 — Honda S2000 (ливень)[35]
212. 1:37,9 — Saab 9-5 Aero
213. 1:38,0 — Maserati 4200 GT (ливень)
214. 1:38,0 — Honda Civic Type-R (EP3) (дождь)
215. 1:38,2 — Alfa Romeo 8C Competizione (ливень)
216. 1:39,0 — Subaru Impreza WRX (Europe-spec)
217. 1:39,4 — Bowler Wildcat
218. 1:42,5 — Renault Avantime (после доработки — 1:35:4)
219. 1:44,0 — Overfinch 580 S (ливень)
220. 1:44,4 — Suzuki Liana
221. 1:45,5 — Caterham 160 (мокро)
222. 1:46,0 — Aston Martin DB5
223. 1:48,2 — Hawk HF3000 (дождь)
224. 18:37,00 — Ferdinand 911 GT3 RS (крутил педали Ричард Хаммонд)

На болиде Формулы-1 команды Renault, Renault R24, Стиг установил новый рекорд трассы (0:59,0), однако в списке он отсутствует, так как этот автомобиль не является серийным.
В 13-м сезоне Михаэль Шумахер в роли Стига установил новый рекорд 1:10,7 на Ferrari FXX, но он не был засчитан, так как автомобиль был «обут» в слики.
В четвёртой серии 16 сезона Pagani Zonda R установила время круга 1:08.5. Однако, после того, как, табличка с результатом была помещена на табло, Джереми выбросил её и сообщил о том, что результат нельзя засчитать из-за того, что машина не является серийной.
В 20-м сезоне в 5-м эпизоде Стиг установил время 1:14:0 на суперкаре Lamborghini Sesto Elemento Concept 2012, это был второй результат после Pagani Huayra. Однако бумажку с временем Lamborghini сбросили на пол, так как это не дорожный автомобиль, результат не был засчитан и теперь вы не найдете его в таблице.
| 1. 0:31,2 — BAE Sea Harrier (пилотировал не Стиг) 2. 0:59,0 — Renault R24 Formula One (мокро) 3. 1:03,8 — Lotus T125 4. 1:08,5 — Pagani Zonda R 5. 1:08,6 — Aston Martin DBR9 6. 1:10,6 — Caparo T1 7. 1:10,7 — Ferrari FXX (водитель — Михаэль Шумахер на сликах) 8. 1:12,8 — Ultima GTR (Вне программы, видео есть на youtube) 9. 1:14:0 — Lamborghini Sesto Elemento Concept 10. 1:19,1 — Radical SR3 11. 1:22,6 — Westfield XTR2 |

### Время круга автомобилей для состязания
Трасса также использовалась для определения времени в состязаниях купленных\использованных автомобилей ведущих.
1. 1:35.9 — 2010 BMW 325i (E93) (Состязание 4-местных кабриолетов. Современный аналог купленных автомобилей. Был открыт верх.)
2. 1:42.0 — Rover 416 GTI (Состязание автомобилей за 100£. Автомобиль Хаммонда.)
3. 1:43.0 — Porsche 944 (Состязание Porsche за £1500. Автомобиль Мэя.)
4. — Porsche 924 (Состязание Porsche за £1500,точное время не было сказано, но известно что медленнее Porsche Мэя. Автомобиль Хаммонда.)
5. 1:45.0 — Porsche 928 (Состязание Porsche за £1500. Автомобиль Кларксона)
6. 1:46.0 — Audi 80 1.8E (Состязание автомобилей за 100£. Автомобиль Мэя)
7. 1:48.0 — Volvo 760 GLE V6 (Состязание автомобилей за 100£. Автомобиль Кларксона)
8. 1:48.0 — Vauxhall Astra Diesel Police UK (Соревнование бюджетных полицейских автомобилей.)
9. 1:48.0 — 1988 BMW 325i (E30) Convertible (Состязание 4-местных кабриолетов за £2000. Автомобиль Кларксона. За рулем Кларксон.)
10. 1:55.3 — 1987 BMW 325i (E30) Convertible (Состязание 4-местных кабриолетов за £2000. Автомобиль Хаммонда. За рулем Хаммонд.)
11. 1:55.4 — 1989 BMW 325i (E30) Convertible (Состязание 4-местных кабриолетов за £2000. Автомобиль Мэя. За рулем Мэй.)
12. 2:00.0 — Lexus LS400 (Соревнование бюджетных полицейских автомобилей, управляемый Мэем.)
13. 2:08.0 — Fiat Coupé 2.0 20v Turbo (Соревнование бюджетных полицейских автомобилей, управляемый Кларксоном.)
14. 2:15.8 — Volkswagen Tiguan (c домом на колесах)
15. 2:57.0 — JCB Fastrac 8250 (Соревнования тракторов. Трактор Кларксона.)
16. 3:14.0 — Suzuki Vitara 1.6 JLX (Соревнование бюджетных полицейских автомобилей. Управляемый Хаммондом. Срезал через трек, сбивший коробки)
17. 3:28.4 — Fendt 930 Vario (Соревнования тракторов. Трактор Мэя)
18. 4:49.0 — Case STX Steiger (Соревнования тракторов. Трактор Хаммонда)

1. 1:35.9 — 2010 BMW 325i (E93) (Состязание 4-местных кабриолетов. Современный аналог купленных автомобилей. Был открыт верх.)
2. 1:42.0 — Rover 416 GTI (Состязание автомобилей за 100£. Автомобиль Хаммонда.)
3. 1:43.0 — Porsche 944 (Состязание Porsche за £1500.Автомобиль Мэя.)
4. — Porsche 924 (Состязание Porsche за £1500,точное время не было сказано, но известно что медленнее Porsche Мэя. Автомобиль Хаммонда.)
5. 1:45.0 — Porsche 928 (Состязание Porsche за £1500. Автомобиль Кларксона)
6. 1:46.0 — Audi 80 1.8E (Состязание автомобилей за 100£. Автомобиль Мэя)
7. 1:48.0 — Volvo 760 GLE V6 (Состязание автомобилей за 100£. Автомобиль Кларксона)
8. 1:48.0 — Vauxhall Astra Diesel Police UK (Соревнование бюджетных полицейских автомобилей.)
9. 1:48.0 — 1988 BMW 325i (E30) Convertible (Состязание 4-местных кабриолетов за £2000. Автомобиль Кларксона. За рулем Кларксон.)
10. 1:55.3 — 1987 BMW 325i (E30) Convertible (Состязание 4-местных кабриолетов за £2000. Автомобиль Хаммонда. За рулем Хаммонд.)
11. 1:55.4 — 1989 BMW 325i (E30) Convertible (Состязание 4-местных кабриолетов за £2000. Автомобиль Мэя. За рулем Мэй.)
12. 2:00.0 — Lexus LS400 (Соревнование бюджетных полицейских автомобилей, управляемый Мэем.)
13. 2:08.0 — Fiat Coupé 2.0 20v Turbo (Соревнование бюджетных полицейских автомобилей, управляемый Кларксоном.)
14. 2:15.8 — Volkswagen Tiguan (c домом на колесах)
15. 2:57.0 — JCB Fastrac 8250 (Соревнования тракторов. Трактор Кларксона.)
16. 3:14.0 — Suzuki Vitara 1.6 JLX (Соревнование бюджетных полицейских автомобилей. Управляемый Хаммондом. Срезал через трек, сбивший коробки)
17. 3:28.4 — Fendt 930 Vario (Соревнования тракторов. Трактор Мэя)
18. 4:49.0 — Case STX Steiger (Соревнования тракторов. Трактор Хаммонда)

## Звезда в бюджетном автомобиле
Джереми Кларксон берёт интервью у различных знаменитостей и показывает в студии запись их заезда на подготовленном по безопасности автомобиле по трассе Top Gear. Потом помещает стикер с итоговым временем на доску в студии.

### Suzuki Liana(2002—2005)
| 1. 1:46,7 — Эллен Макартур 2. 1:46,9 — Джимми Карр 3. 1:47,1 — Саймон Ковелл 4. 1:47,3 — Ронни О’Салливан 5. 1:47,8 — Иан Райт 6. 1:47,9 — Крис Эванс 7. 1:47,9 — Рори Бремнер 8. 1:48,0 — Джастин Хоукинс 9. 1:48,0 — Джоди Кидд 10. 1:48,0 — Пол Маккенна 11. 1:48,0 — Тревор Ив 12. 1:48,0 — Патрик Килти 13. 1:48,1 — Джей Кей 14. 1:48,6 — Роб Брайдон 15. 1:48,8 — Стивен Ледимэн 16. 1:49,0 — Нил Моррисси 17. 1:49,6 — Роджер Долтри (влажно) 18. 1:50,0 — Джереми Кларксон (с пассажирами) 19. 1:50,0 — Патрик Стюарт 20. 1:50,0 — Мартин Клунс 21. 1:50,0 — Джейми Оливер 22. 1:50,0 — Гордон Рамзи 23. 1:50,0 — Лайонел Ричи 24. 1:50,0 — Клифф Ричард 25. 1:50,7 — Дэвид Уэльямс 26. 1:51,0 — Ранульф Файнс 27. 1:51,1 — Тимоти Сполл 28. 1:51,2 — Кэрол Вордермен (слегка влажно) 29. 1:51,3 — Джеймс Несбитт 30. 1:51,4 — Кристиан Слейтер 31. 1:51,5 — Эмид Джелили 32. 1:51,5 — Санджив Бхаскар (мокро) | 1:51,5 — Джоана Ламли 1:52,0 — Дэвид Димблби 1:52,0 — Эдди Иззард 1:52,0 — Кэти Прайс 1:52,0 — Рик Парфитт 1:52,4 — Кристофер Экклстон (автомат) 1:52,7 — Тим Райс 1:53,0 — Стив Куган (очень мокро) 1:53,0 — Винни Джонс 1:53,2 — Джонни Вон (с пассажиркой Денис ван Оутен , первоначально — 1:53.4) 1:53,3 — Фэй Рипли (влажно) 1:53,4 — Билл Бэйли (мокро) 1:53,5 — Джек Ди 1:54,0 — Алан Дэйвис (слегка влажно) 1:54,0 — Стивен Фрай (слегка влажно) 1:54,0 — Рич Холл 1:54,0 — Мартин Кемп (мокро) 1:54,0 — Росс Кемп (мокро) 1:54,0 — Тара Палмер-Томкинсон (мокро) 1:54,0 — Дэвид Соул 1:54,1 — Тринни Вудолл (очень мокро, с пассажиркой Сюзанной Константайн ) [ 37 ] 1:55,4 — Джери Халлиуэлл 1:55,7 — Сюзанна Константайн (очень мокро, с пассажиркой Тринни Вудолл ) 1:56,0 — Борис Джонсон 1:57,0 — Энн Робинсон 1:57,0 — Джонатан Росс (очень мокро; был оштрафован за срезание углов) 1:57,1 — Давайна Макколл (очень мокро) 1:58,6 — Джонни Вегас (предварительный результат) 2:01,0 — Гарри Энфилд 2:02,0 — Билли Бакстер (слепой, с Кларксоном в качестве поводыря) 2:04,0 — Терри Уоган 2:06,0 — Ричард Уайтли |

### Chevrolet Lacetti(2006—2010)
| 1. 1:45,83 — Джей Кей 2. 1:45,87 — Кевин Маклауд 3. 1:45,9 — Брайан Джонсон 4. 1:45,9 — Саймон Ковелл 5. 1:46,1 — Дженнифер Сондерс 6. 1:46,3 — Майкл Шин 7. 1:46,3 — Гордон Рамзи 8. 1:46,5 — Усэйн Болт 9. 1:46,9 — Питер Джонс 10. 1:47,0 — Тревор Ив 11. 1:47,1 — Питер Фёрт 12. 1:47,4 — Лоуренс Даллальо 13. 1:47,4 — Лес Фердинанд 14. 1:47,5 — Эрик Бана (мокро) 15. 1:47,6 — Джеймс Хьюитт 16. 1:47,7 — Джейми Оливер (талый снег) 17. 1:47,7 — Хью Грант 18. 1:48,0 — Юэн Макгрегор 19. 1:48,1 — Крис Эванс (мокро) 20. 1:48,1 — Руперт Пенри-Джонс 21. 1:48,3 — Джеймс Блант (мокро) 22. 1:48,3 — Билли Пайпер (срезала углы, наказана не была) 23. 1:48,4 — Джастин Хоукинс 24. 1:48,5 — Саймон Пегг 25. 1:48,5 — Тео Пафитис 26. 1:48,7 — Майкл Макинтайр 27. 1:48,7 — Марк Уолберг 28. 1:48,8 — Дэвид Теннант 29. 1:48,8 — Джей Лено | 1:48,9 — Уилл Янг (сыро) 1:49,4 — Майкл Паркинсон 1:49,6 — Ронни Вуд 1:49,7 — Гарри Энфилд 1:49,8 — Сиенна Миллер 1:49,9 — Джулс Холланд 1:50,3 — Майкл Гэмбон 1:50,3 — Алан Дэвис 1:50,9 — Стив Куган (жарко) 1:51,0 — Стивен Фрай (жарко) 1:51,2 — Алан Карр 1:51,4 — Рэй Уинстон (жарко) 1:51,7 — Кит Аллен (очень мокро) 1:51,7 — Роб Брайдон (мокро) 1:51,8 — Джастин Ли Коллинс 1.51,8 — Сисик Стив (влажно) 1:52,2 — Том Джонс 1:52,5 — Гай Ричи (мокро) 1:52,8 — Хелен Миррен 1:53,6 — Джеймс Корден (мокро) 1:54,0 — Кристин Скотт Томас 1:54,3 — Филип Гленистер (мокро) 1:54,7 — Кейт Сильвертон (очень мокро) 1:55,0 — Майкл Гэмбон (мокро) 1:55,3 — Рик Вэйкман 1:57,4 — Борис Джонсон (очень мокро) 1:57,4 — Фиона Брюс (очень мокро) 2:01,0 — Брайан Кокс 2:08,9 — Джимми Карр (развернуло на круге на время) |

### Kia Cee'd(2010—2013)
В последней серии 14-го сезона Кларксон заявил о том, что команда думает о приобретении нового бюджетного автомобиля для новых серий шоу. 27 июня во время первой серии 15 сезона ведущие представили новый бюджетный автомобиль — Kia Cee'd, а старая Chevrolet Lacetti была уничтожена. Кларксон назвал Kia Cee'd единственным автомобилем, в названии которого есть апостроф.
Для презентации автомобиля ведущие устроили «открытый день», то есть пригласили сразу несколько гостей на тестовый трек.
| 1. 1:42.1 — Мэтт Леблан 2. 1:42.2 — Роуэн Аткинсон 3. 1:42.8 — Майкл Фассбендер 4. 1:42.8 — Джон Бишоп (актер) 5. 1:43.5 — Росс Нобл 6. 1:43.6 — Джеймс Макэвой 7. 1:43.7 — Мэтт Смит 8. 1:43.7 — Райан Рейнольдс 9. 1:44,2 — Том Круз 10. 1:44,4 — Эми Макдональд 11. 1:44,5 — Ник Фрост 12. 1:44,9 — Саймон Пегг 13. 1:45,2 — Камерон Диас 14. 1:45.2 — Алекс Джеймс 15. 1:45.4 — Мик Флитвуд 16. 1:45,5 — Руперт Гринт 17. 1:45.9 — Борис Беккер 18. 1:45,9 — Питер Джонс 19. 1:46,1 — Энди Гарсия 20. 1:47,0 — Аластер Кэмпбелл 21. 1:47.7 — Льюис Волш 22. 1:47.8 — Дэнни Бойл 23. 1:48,1 — Эл Мюррей 24. 1:48,1 — Боб Гелдоф 25. 1:49,0 — Джефф Голдблюм 26. 1:49.0 — Джонатан Росс (мокро) 27. 1:49,4 — Уилл Ай Эм (мокро) (АКП) 28. 1:49,8 — Слэш (мокро) 29. 1:49,9 — Пета Тодд (влажно) 30. 1:49,9 — Ник Робинсон 31. 1:50,3 — Эмбер Херд (АКП) 32. 1:50,8 — Билл Бэйли (мокро) 33. 1:50,9 — Эми Уильямс (мокро) 34. 1:53,3 — Джонни Вон (мокро) 35. 1:53,7 — Льюис Спенс (мокро) 36. 1:56.3 — Элис Купер (мокро) (АКП) 37. 1:56,7 — Джон Прескотт (мокро) (АКП) 38. 2:09,1 — Дамиан Льюис (снег) |

### Vauxhall Astra (2013—2015)
В первой серии 20 сезона ведущие представили новый бюджетный автомобиль — Vauxhall Astra, и как всегда пригласили много знаменитостей на банкет в честь открытия.
| 1. 1:44,6 — Олли Мёрс 2. 1:44,7 — Аарон Пол 3. 1:45,1 — Брайан Джонсон 4. 1:45,6 — Джимми Карр 5. 1:46,1 — Хью Джекман 6. 1:46,7 — Дэвид Хэй 7. 1:46,8 — Уорик Дэвис 8. 1:47,1 — Марго Робби 9. 1:47,2 — Уилл Смит 10. 1:47,8 — Бенедикт Камбербэтч 11. 1:48,5 — Джиллиан Андерсон (слегка влажно) 12. 1:48,5 — Рэйчел Райли 13. 1:48,8 — Чарльз Дэнс 14. 1:48,9 — Джосс Стоун 15. 1:49,2 — Кифер Сазерленд (мокро) 16. 1:49,4 — Джеймс Блант (сильный дождь) 17. 1:49,9 — Рон Ховард 18. 1:49,9 — Том Хиддлстон (сильный дождь) 19. 1:50,1 — Хью Бонневилль (дождь) 20. 1:51,0 — Стивен Тайлер 21. 1:51,5 — Майк Резерфорд 22. 1:54,3 — Эд Ширан (мокро) 23. 1:54,5 — Джек Уайтхолл |

### Пилоты Формулы-1 (Suzuki Liana)
1. 1:42,2 — Даниэль Риккардо
2. 1:42,9 — Льюис Хэмилтон
3. 1:43,1 — Марк Уэббер
4. 1:44,0 — Себастьян Феттель
5. 1:44,3 — Рубенс Баррикелло
6. 1:44,4 — Стиг (белый, Бен Коллинс)
7. 1:44,6 — Найджел Мэнселл
8. 1:44,7 — Дженсон Баттон (жарко)
9. 1:44,7 — Льюис Хэмилтон (мокро, масленно)
10. 1:44,9 — Дженсон Баттон (мокро)
11. 1:46,0 — Стиг (чёрный)
12. 1:46,1 — Кими Райкконен (мокро)
13. 1:46,3 — Деймон Хилл
14. 1:47,1 — Марк Уэббер (мокро)
15. Не финишировал — Михаэль Шумахер (как Стиг)

Иногда погодные условия вмешиваются в соревнования, в этих случаях рядом со временем участника делаются соответствующие пометки (например, «жарко»). Это означает, что Стиг и команда Top Gear считают, что погодные условия повлияли на время круга или рабочие характеристики автомобиля. Для этого убавляют несколько секунд, в зависимости от условий.
| Термин                        | Условия                                                                                            | Время      |
| ----------------------------- | -------------------------------------------------------------------------------------------------- | ---------- |
| жарко (Hot)                   | Поверхность трассы или рабочие характеристики машины затронуты высокой температурой или влажностью | −2 секунды |
| слегка влажно (MM) / сыро (D) | Поверхность трассы немного мокрая с некоторыми сухими участками после небольшого дождя или тумана  | −2 секунды |
| влажно (M)                    | Поверхность трассы, немного влажная из-за сильного дождя                                           | −3 секунды |
| мокро (W) / талый снег (MS)   | Поверхность трассы, влажная из-за небольшого дождя или снег                                        | −4 секунды |
| очень мокро (VW)              | Влажная поверхность трассы с большими лужами из-за проливного дождя                                | −6 секунд  |

## Карты
- TopGear.com карта на официальном сайте
- Стиг показывает
- Сайт AudioTrackGuides аудио запись

## Трасса в компьютерных играх
24 октября 2007 было объявлено, что трасса будет воссоздана в игре Gran Turismo 5 для PlayStation 3, кроме того, в сетевой версии игры будут доступны 40 эпизодов из Top Gear.
Существует также версия испытательного полигона для компьютера в игре Grand Prix Legends.
Трасса на симулятор для игрового автомата rFactor произведена с разрешения парка Dunsfold. Эта трасса так же появилась в гонке 2011 года Forza Motorsport 7 для xbox360 к приложению к ней есть некоторые задания такие как сбивание кегль своим авто. Вдобавок в игре присутствуют комментарии к некоторым автомобилям ведущего британской автопередачи Top Gear.
Эту трассу можно найти в качестве мода для симуляторов GTR2 и Race 07 от SimBin, правда, эта трасса добавлена неофициально и поэтому она не отличается высоким качеством.
Есть также мини-игра на веб-сайте и игра, выпущенная для мобильного телефона.